# Richteria leontopodium
Richteria leontopodium là một loài thực vật có hoa trong họ Cúc. Loài này được Winkl. miêu tả khoa học đầu tiên.